# 묘가촌
묘가촌(名荷村)은 1944년까지 까지 히로시마현 도요타군에 있던 촌이다. 세토다정과 합병해 새로운 세토다정이 되어[1] 지방 자치단체로서의 역사를 마감했다. 세토다정은 헤세 대합병으로 오노미치시에 편입되어 현재는 오노미치시의 남쪽 섬 지역에 해당한다. 